# Petelia binigrata
Petelia binigrata là một loài bướm đêm trong họ Geometridae.